# Rowland George
Rowland David George, född 15 januari 1905 i Bath, död 9 september 1997 i Henley-on-Thames, var en brittisk roddare.
George blev olympisk guldmedaljör i fyra utan styrman vid sommarspelen 1932 i Los Angeles.